# Aisel

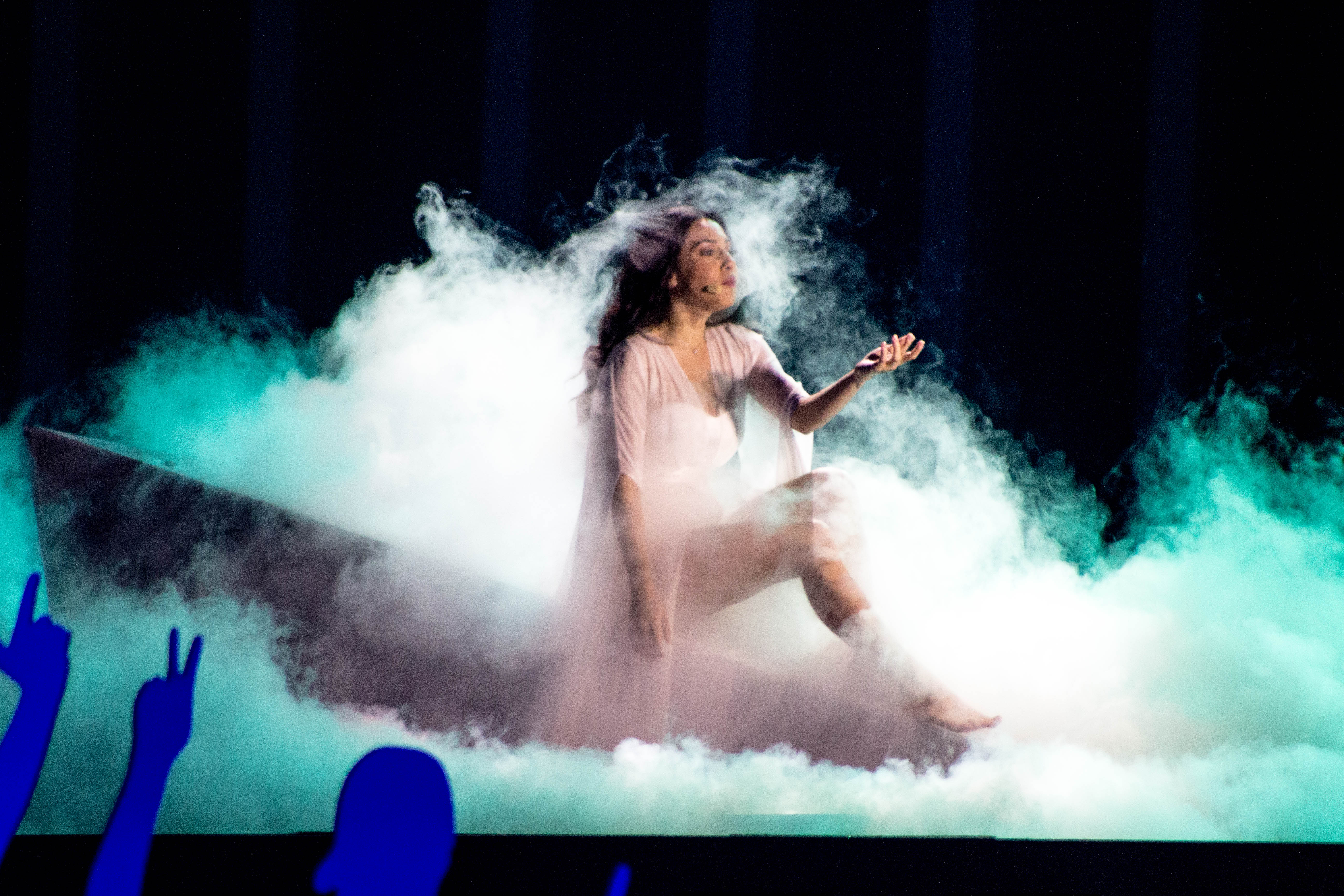
Aisel (2018)

Aysel Məmmədova (* 3. Juli 1989 in Baku), besser bekannt als Aisel, ist eine aserbaidschanische Sängerin.

## Leben und Wirken
Aisel wurde in eine musikalische Familie geboren. Seit 1995 besuchte sie eine Musikschule, die sie 2006 abschloss. 2010 graduierte sie an der Musikakademie Baku. Danach nahm sie an verschiedenen Musikfestivals teil wie dem Caspian Jazz & Blues Festival, dem Baku International Jazz Festival, dem MuzEnergo Festival of Music Improvisation, dem Montreux Jazz Festival und dem Caucasus Jazz Festival.
Am 8. November 2017 wurde sie intern von İctimai ausgewählt Aserbaidschan beim Eurovision Song Contest 2018 zu vertreten. Sie konnte sich nach ihrer Teilnahme am ersten Halbfinale allerdings nicht für das Finale des Wettbewerbs qualifizieren.